# مریم خانم یهودی
مریم‌خانم همسر سی‌ونهم فتحعلی‌شاه قاجار، و مادر شاه‌بیگم (ضیاءالسلطنه) و محمودمیرزا بود. مریم خانم ابتدا همسر آقامحمدخان قاجار بود و پس از مرگ او با فتحعلی‌شاه ازدواج کرد.
مریم‌خانم اهل مازندران و یهودی‌تبار بود. به نوشتهٔ سلطان احمد میرزا عضدالدوله در کتاب تاریخ عضدی، مریم‌خانم زنی بود «در جمال بی‌مثال و فرید».
او ابتدا با آقامحمدخان قاجار ازدواج کرد و پس از مرگ او، حسینقلی‌خان سردار ایروانی (برادر فتحعلی‌شاه) قصد داشت به‌خاطر زیبایی فوق‌العادهٔ مریم‌خانم با او ازدواج کند؛ اما فتحعلی‌شاه زودتر مریم‌خانم را به عقد خود درآورد و مانع این کار شد. همین امر باعث شد دشمنی میان این دو برادر بیشتر شود.

## فرزندان
مریم‌خانم ۱۱ فرزند به دنیا آورد که ۶ تن از آنها به بزرگسالی رسیدند. مریم‌خانم علاوه بر شاه‌بیگم (ضیاءالسلطنه)، دختر دیگری به نام سلطان‌بیگم (متوفی ۱۸۲۶ م) هم داشت که در جوانی و مدت کوتاهی پس از ازدواج با محمدخان (پسر مهدیقلی‌خان دولو بیگلربیگی) از دنیا رفت و یک فرزند دختر از او به جا ماند. سلطان‌بیگم شاعر و خطاط بود و وقت خود را صرف نگهداری از سالخوردگان و یتیمان می‌کرد.
از مریم‌خانم چهار پسر به جا ماند که بزرگ‌ترین آنها یعنی محمودمیرزا از دیگران موفق‌تر بود.
پسر دوم مریم‌خانم، همایون‌میرزا (۱۸۵۶–۱۸۰۱) شباهت بسیاری به پدرش داشت. در سال ۱۸۲۵ محمودمیرزا از والی‌گری نهاوند به والی‌گری لرستان رسید و برادر کوچکتر او یعنی همایون‌میرزا به والی‌گری نهاوند رسید. همسر اصلی همایون‌میرزا، ماه‌شرف‌بیگم (دختر میرزا شفیع مازندرانی، صدراعظم فتحعلی‌شاه) بود که فتحعلی‌شاه برای پسرش برگزیده بود. طی این ازدواج، همایون‌میرزا بخشی از اموال صدراعظم را به ارث برد. ماه‌شرف‌بیگم در سال ۱۸۲۳ پسری به دنیا آورد که نامش را به افتخار پدربزرگ مادری‌اش محمدشفیع‌میرزا گذاشتند. فتحعلی‌شاه علاقهٔ ویژه‌ای به این نوه داشت و شاعری به نام «خاوری» (میرزافضل‌الله شیرازی) قصیدهٔ بلندی به مناسبت تولد او سرود. محمدشفیع‌میرزا اولین پسر همایون‌میرزا نبود اما به‌خاطر نسب و تبار برجسته‌اش با فرمان سلطنتی رسماً به این عنوان تعیین شد.
سومین پسر مریم‌خانم احمدعلی میرزا نام داشت که خاوری او را به‌خاطر فضل و دانشش به‌خصوص در حوزه‌های پزشکی، نجوم و هندسه، بسیار ستایش کرده‌است. احمدعلی میرزا بخشی از کودکی خود را تحت مراقبت حسین‌علی میرزا فرمانفرما در فارس گذارند. در سال ۱۸۲۹، احمدعلی میرزا به والی‌گری خراسان تعیین شد و میرزا موسی منجم‌باشی گیلانی (نایب رشتی) هم به وزارت او رسید. در سال ۱۸۳۱، فتحعلی‌ شاه بنا به درخواست عباس میرزا، محمد میرزا (بعدها محمدشاه) را به والی‌گری خراسان گذاشت و احمدعلی میرزا از این سمت کنار رفت. خاوری شاعر می‌گوید که انتصاب احمدعلی میرزا به والی‌گری خراسان احتمالاً به محبت ویژهٔ معتمدالدوله میرزا عبدالوهاب اصفهانی (منشی‌الممالک) به او مرتبط بوده‌است. یکی از هفت دختر احمدعلی میرزا، گلین‌ خانم، اولین همسر دائمی ناصرالدین‌شاه و مادر اولین ولیعهد او یعنی محمود میرزا بود هرچند که محمود میرزا در سال ۱۲۶۶ قمری در یازده ماهگی از دنیا رفت.
پسر چهارم مریم‌ خانم، جهانشاه میرزا (۱۸۳۵–۱۸۰۹) توسط محمودمیرزا در نهاوند بزرگ شد و ظاهراً هیچ منصب رسمی‌ای نداشته‌است. جهانشاه‌میرزا هرگز همسر دائمی اختیار نکرد اما پدر دست‌کم ۹ فرزند بود. او در سن ۲۶ سالگی بر اثر وبا از دنیا رفت. جهانشاه میرزا هم مثل برادرانش در خطاطی و شاعری مستعد بود.